# 克拉京
51°46′48″N 30°50′21″E / 51.78000°N 30.83917°E
克拉京（烏克蘭語：Кратинь），是烏克蘭北部的村莊，隸屬切爾尼希夫州的切爾尼希夫區。該村始建於1876年，面積1.12平方公里，海拔高度143米，2001年人口139，人口密度每平方公里124.1人。